# Арзамасский район
Арзама́сский район — административно-территориальное образование (район) в Нижегородской области России. В границах района с 2005 до 2022 годы существовал одноимённый муниципальный район.
Административный центр — город Арзамас (в состав района не входит).

## География

Выездновские луга

Арзамасский район расположен на юге Нижегородской области, граничит в северной своей части с Сосновским и Дальнеконстантиновским районами, на юге — с Шатковским, Первомайским и Дивеевскими районами, на западе — с Ардатовским, на востоке — с Вадским районами.
Площадь района — 2 016,9 км².
Район имеет компактную форму, протяжённостью с севера на юг — 40 км; с запада на восток — 50 км.

## История
Окончательное освоение этих земель человеком проходит в VIII—VI тысячелетиях до н. э., в эпоху мезолита. На территории района находится известная мезолитическая стоянка близ села Старой Пустыни. Она появилась, вероятно, около 9-8 тыс. лет назад.
В VI—VII веках нашей эры на территории края появляются неукреплённые селища. У их жителей роль скотоводства постепенно снижается, и его заменяет земледелие.
Общепризнано, что начало городу Арзамасу, как и многим русским городам XVI века, положила военная пограничная крепость.
В 1554 году в Поволжье вспыхнула Черемисская война, именно тогда городок Арзамас получил рубленую крепость и стал уездным центром. Для охраны арзамасского края была основана казачья Выездная слобода, а вдоль Тёши устроена засечная черта.

### XVII век
В 1606 году (осень-начало зимы) в Арзамасе вспыхивает восстание в поддержку крестьянской войны под руководством И. Болотникова. В 1607 году в городах входят правительственные войска и подавляют восстание.
30 марта (9 апреля) 1608 года произошла битва отряда арзамасцев в составе рязанского ополчения против войск Лжедмитрия II под городом Зарайском.
В 1634 году начинается строительство соборной церкви Преображенья в Спасском монастыре, которое завершается в 1643 году.Древнейший из сохранившихся архитектурных памятников города.
В 1670 году (октябрь-декабрь) в городе казнят участников крестьянской войны под руководством С. Т. Разина, а в декабре происходит пленение и казнь Алёны Арзамасской в Темникове.

### XVIII век
В 1708 году образована Арзамасская провинция.
В 1719 году Арзамасская провинция вошла в состав Нижегородской губернии. В том же году в городе открыта первая начальная школа.
В 1726 году происходит большой пожар, уничтоживший крепостную стену, Николаевский монастырь и много домов горожан.
В 1774 году Арзамасская провинция охвачена крестьянским восстанием. Правительство вводит в город войска. В августе в город прибывает А. В. Суворов. 8-9 ноября через город в Москву провезли под конвоем Е. И. Пугачёва.
В XVIII веке арзамасский край получает статус уезда. В это время всё более усиливалась роль города Арзамаса как торгового и промышленного центра, благодаря расположению на перекрёстке больших торговых дорог.

### XIX век
Экономическое процветание арзамасской земли, её золотой век продолжался до середины XIX столетия. Появление пароходов на Волге и постройка железных дорог из Москвы в Нижний Новгород и в Самару изменили направление грузопотоков. Арзамас оказался вне транспортных путей. К середине XIX века в городе действовало свыше 30 заводов и фабрик.
После отмены крепостного права в 1861 году деревня стала втягиваться в товарно-денежные отношения. К концу века стали появляться купеческие лавки, к 1915 году их стало более 300. Но несмотря на развитие торговли, главным фактором определяющим экономическое положение деревни, осталось, земледелие, им занимались 60 % населения, торговлей 3 %.
Основными выращиваемыми культурами в уезде были зерновые хлеба, овёс, ячмень, гречиха, просо, горох, конопля. Большое место в сельском хозяйстве уезда занимало огородничество со специализацией на луке и капусте. Широко были распространены кустарные и отхожие промыслы.

### XX век
В период НЭПа в деревне проводилась работа по объединению крестьянства, производству сельскохозяйственной продукции, её сбыту, внедрению современной техники, а также по снабжению необходимыми материалами, семенами, предметами массового производства. Крестьянство оживало, получив возможность распоряжаться продуктами своего труда, среди них стали появляться состоятельные семьи.
В 1928 году началась массовая коллективизация, сопровождающаяся раскулачиванием зажиточных крестьян. Было создано 36 колхозов, часть из них не избежало бесхозяйственности, но в основном довоенные они были экономически крепкими.
С 7 января 1954 года по 23 апреля 1957 года существовала Арзамасская область; центр — город Арзамас.
Наибольшее производство сельскохозяйственной продукции в районе было достигнуто в 1970-х годах. В это время он прославился на всю Россию своим луком.
День района — 12 июля.

## Население
| 1939    | 1959    | 1970    | 1979    | 1989    | 2002    | 2003    | 2008    | 2009    |
| ------- | ------- | ------- | ------- | ------- | ------- | ------- | ------- | ------- |
| 97 837  | ↘61 806 | ↗78 800 | ↘62 319 | ↘54 491 | ↘46 086 | ↗46 300 | ↘43 606 | ↘43 439 |
| 2010    | 2011    | 2012    | 2013    | 2014    | 2015    | 2016    | 2017    | 2018    |
| ↗43 723 | ↘43 631 | ↘43 225 | ↘42 852 | ↘42 409 | ↘42 278 | ↘41 946 | ↘41 807 | ↘41 534 |
| 2019    | 2020    | 2021    |         |         |         |         |         |         |
| ↘40 890 | ↘40 248 | ↗41 767 |         |         |         |         |         |         |

### Урбанизация
Городское население (пгт Выездное) составляет 18,47 % от всего населения района.

### Национальный состав
Большая часть населения — русские (96 %).

## Административно-муниципальное устройство
В Арзамасский район, в рамках административно-территориального устройства области, входят 13 административно-территориальных образований, в том числе 1 рабочий посёлок и 12 сельсоветов.
| №  | Административно- территориальное (муниципальное) образование | Административный центр   | Количество населённых пунктов | Население (чел.) | Площадь (км²) |
| -- | ------------------------------------------------------------ | ------------------------ | ----------------------------- | ---------------- | ------------- |
| 1  | рабочий посёлок Выездное                                     | рабочий посёлок Выездное | 3                             | ↗8343            | 43,18         |
| 2  | Абрамовский сельсовет                                        | село Абрамово            | 10                            | ↗3557            | 131,46        |
| 3  | Балахонихинский сельсовет                                    | село Ковакса             | 13                            | ↗2263            | 291,69        |
| 4  | Бебяевский сельсовет                                         | деревня Бебяево          | 7                             | ↘2738            | 118,99        |
| 5  | Берёзовский сельсовет                                        | деревня Берёзовка        | 8                             | ↗4918            | 75,69         |
| 6  | Большетумановский сельсовет                                  | село Большое Туманово    | 7                             | ↘3139            | 144,16        |
| 7  | Кирилловский сельсовет                                       | село Кирилловка          | 12                            | ↗3065            | 211,32        |
| 8  | Красносельский сельсовет                                     | село Красное             | 2                             | ↗3329            | 28,98         |
| 9  | Ломовский сельсовет                                          | посёлок Ломовка          | 15                            | ↘2241            | 344,93        |
| 10 | Новоусадский сельсовет                                       | село Новый Усад          | 2                             | ↗743             | 50,16         |
| 11 | Слизневский сельсовет                                        | село Слизнево            | 9                             | ↘1590            | 94,32         |
| 12 | Чернухинский сельсовет                                       | село Чернуха             | 9                             | ↘3906            | 357,51        |
| 13 | Шатовский сельсовет                                          | село Шатовка             | 8                             | ↗1935            | 118,45        |

К 2004 году на территории Арзамасского района выделялись 1 рабочий посёлок и 20 сельсоветов.
К 2006 году в рамках организации местного самоуправления в сформированном Арзамасском муниципальном районе были выделены соответственно 1 городское поселение (рабочий посёлок) и 20 сельских поселений (сельсоветов).
В 2009 году были упразднены следующие сельсоветы:
- Хватовский сельсовет — включён в Абрамовский сельсовет;
- Коваксинский и Селемский сельсоветы — включены в Балахонихинский сельсовет;
- Казаковский сельсовет — включён в Бебяевский сельсовет;
- Водоватовский сельсовет — включён в Большетумановский сельсовет;
- Волчихинский и Мотовиловский сельсоветы — включены в Ломовский сельсовет;
- Пустынский — включён в Чернухинский сельсовет;
- Морозовский и Успенский сельсоветы — объединены в Кирилловский сельсовет.

С 2009 до 2022 годы муниципальный район делился на 13 муниципальных образований, в том числе 1 городское поселение и 12 сельских поселений
Законом от 4 мая 2022 года муниципальный район и все входившие в его состав поселения были упразднены, а их территория включена в состав городского округа город Арзамас.

## Населённые пункты
В Арзамасском районе 105 населённых пунктов, в том числе 1 посёлок городского типа (рабочий посёлок) и 104 сельских населённых пункта, среди них: 57 сёл, 30 деревень, 13 посёлков, 3 железнодорожные станции, 1 железнодорожный разъезд.
| №   | Населённый пункт                 | Тип                   | Население | Административно- территориальное (муниципальное) образование |
| --- | -------------------------------- | --------------------- | --------- | ------------------------------------------------------------ |
| 1   | 2-го участка совхоза «Шатовский» | посёлок               | ↘0        | Шатовский сельсовет                                          |
| 2   | Абрамово                         | село                  | ↘1383     | Абрамовский сельсовет                                        |
| 3   | Балахониха                       | деревня               | ↘8        | Балахонихинский сельсовет                                    |
| 4   | Балахониха                       | посёлок               | ↘773      | Балахонихинский сельсовет                                    |
| 5   | Бебяево                          | деревня               | ↘1585     | Бебяевский сельсовет                                         |
| 6   | Беговатово                       | село                  | ↘92       | Шатовский сельсовет                                          |
| 7   | Белозерье                        | деревня               | ↘8        | Балахонихинский сельсовет                                    |
| 8   | Берёзовка                        | деревня               | ↗4394     | Берёзовский сельсовет                                        |
| 9   | Бестужево                        | село                  | ↘15       | Шатовский сельсовет                                          |
| 10  | Большое Туманово                 | село                  | ↘941      | Большетумановский сельсовет                                  |
| 11  | Булдаково                        | село                  | ↘156      | Слизневский сельсовет                                        |
| 12  | Буревестник                      | посёлок               | ↘1        | Кирилловский сельсовет                                       |
| 13  | Васильев Враг                    | село                  | ↗410      | рабочий посёлок Выездное                                     |
| 14  | Вацкое                           | деревня               | ↘2        | Бебяевский сельсовет                                         |
| 15  | Веригино                         | село                  | ↘128      | Абрамовский сельсовет                                        |
| 16  | Верижки                          | село                  | ↘53       | Ломовский сельсовет                                          |
| 17  | Ветошкино                        | село                  | ↘298      | Слизневский сельсовет                                        |
| 18  | Виняево                          | село                  | ↘341      | Слизневский сельсовет                                        |
| 19  | Водоватово                       | село                  | ↗1681     | Большетумановский сельсовет                                  |
| 20  | Волчиха                          | деревня               | ↗29       | Балахонихинский сельсовет                                    |
| 21  | Волчиха                          | село                  | ↘228      | Ломовский сельсовет                                          |
| 22  | Волчихинский Майдан              | село                  | ↘42       | Ломовский сельсовет                                          |
| 23  | Вторусское                       | село                  | ↘100      | Ломовский сельсовет                                          |
| 24  | Выездное                         | рабочий посёлок       | ↘7714     | рабочий посёлок Выездное                                     |
| 25  | Забелино                         | деревня               | ↘136      | Абрамовский сельсовет                                        |
| 26  | Замятино                         | село                  | ↘171      | Большетумановский сельсовет                                  |
| 27  | Заречное                         | село                  | ↗72       | Берёзовский сельсовет                                        |
| 28  | Исупово                          | деревня               | ↘4        | Новоусадский сельсовет                                       |
| 29  | Казаково                         | село                  | ↘377      | Бебяевский сельсовет                                         |
| 30  | Каменка                          | село                  | ↘278      | Абрамовский сельсовет                                        |
| 31  | Кирилловка                       | село                  | ↗1555     | Кирилловский сельсовет                                       |
| 32  | Кичанзино                        | село                  | ↘764      | Красносельский сельсовет                                     |
| 33  | Князёвка                         | деревня               | ↘104      | Берёзовский сельсовет                                        |
| 34  | Ковакса                          | село                  | ↘493      | Балахонихинский сельсовет                                    |
| 35  | Кожино                           | село                  | ↗172      | Берёзовский сельсовет                                        |
| 36  | Кокаревка                        | деревня               | ↗11       | Ломовский сельсовет                                          |
| 37  | Костылиха                        | посёлок ж.д. станции  | ↘56       | Балахонихинский сельсовет                                    |
| 38  | Костылиха                        | село                  | ↘131      | Балахонихинский сельсовет                                    |
| 39  | Котиха                           | село                  | ↘173      | Балахонихинский сельсовет                                    |
| 40  | Красная Поляна                   | деревня               | ↘9        | Чернухинский сельсовет                                       |
| 41  | Красное                          | село                  | ↘2324     | Красносельский сельсовет                                     |
| 42  | Криуша                           | село                  | ↘148      | Ломовский сельсовет                                          |
| 43  | Кузьмин Усад                     | село                  | ↘43       | Слизневский сельсовет                                        |
| 44  | Ленинское                        | село                  | ↘43       | Бебяевский сельсовет                                         |
| 45  | Лидовка                          | деревня               | ↘123      | Балахонихинский сельсовет                                    |
| 46  | Ломовка                          | посёлок               | ↗1466     | Ломовский сельсовет                                          |
| 47  | Ломовка                          | село                  | ↘51       | Ломовский сельсовет                                          |
| 48  | Малое Туманово                   | деревня               | ↘244      | Большетумановский сельсовет                                  |
| 49  | Марьевка                         | деревня               | ↗283      | Абрамовский сельсовет                                        |
| 50  | Медынцево                        | село                  | ↘74       | Кирилловский сельсовет                                       |
| 51  | Меньщиково                       | деревня               | ↘32       | Чернухинский сельсовет                                       |
| 52  | Мерлино                          | деревня               | ↗473      | Абрамовский сельсовет                                        |
| 53  | Морозовка                        | село                  | ↘331      | Кирилловский сельсовет                                       |
| 54  | Мотовилово                       | село                  | ↘902      | Ломовский сельсовет                                          |
| 55  | Наумовка                         | село                  | ↘651      | Чернухинский сельсовет                                       |
| 56  | Никольское                       | село                  | ↘383      | Балахонихинский сельсовет                                    |
| 57  | Новая Слобода                    | деревня               | ↘42       | Абрамовский сельсовет                                        |
| 58  | Новинки                          | посёлок               | ↘9        | Кирилловский сельсовет                                       |
| 59  | Новосёлки                        | село                  | ↗755      | Бебяевский сельсовет                                         |
| 60  | Новый Усад                       | село                  | ↘764      | Новоусадский сельсовет                                       |
| 61  | Озерки                           | деревня               | ↘23       | Берёзовский сельсовет                                        |
| 62  | Охлопково                        | деревня               | ↘160      | рабочий посёлок Выездное                                     |
| 63  | Панфилово                        | село                  | ↘39       | Шатовский сельсовет                                          |
| 64  | Пешелань                         | посёлок               | ↘107      | Бебяевский сельсовет                                         |
| 65  | Пешелань                         | село                  | ↘206      | Бебяевский сельсовет                                         |
| 66  | Питер                            | село                  | ↘14       | Ломовский сельсовет                                          |
| 67  | Пиявочное                        | деревня               | ↘57       | Балахонихинский сельсовет                                    |
| 68  | Покровка                         | деревня               | ↘9        | Ломовский сельсовет                                          |
| 69  | Пологовка                        | посёлок ж.д. станции  | ↘6        | Ломовский сельсовет                                          |
| 70  | Пологовка                        | село                  | ↘36       | Ломовский сельсовет                                          |
| 71  | Поляна                           | посёлок               | →10       | Кирилловский сельсовет                                       |
| 72  | Пошатово                         | посёлок               | ↘607      | Чернухинский сельсовет                                       |
| 73  | Протопоповка                     | село                  | ↘371      | Кирилловский сельсовет                                       |
| 74  | Пустынь                          | село                  | ↘569      | Чернухинский сельсовет                                       |
| 75  | Пушкарка                         | село                  | ↘168      | Шатовский сельсовет                                          |
| 76  | Пятницы                          | село                  | ↘165      | Большетумановский сельсовет                                  |
| 77  | Рождественский Майдан            | село                  | ↘41       | Ломовский сельсовет                                          |
| 78  | Саблуково                        | село                  | ↘89       | Кирилловский сельсовет                                       |
| 79  | Сады                             | деревня               | ↘6        | Ломовский сельсовет                                          |
| 80  | Сальниково                       | деревня               | ↗10       | Берёзовский сельсовет                                        |
| 81  | Свобода                          | посёлок               | ↘3        | Кирилловский сельсовет                                       |
| 82  | Свободная                        | деревня               | ↘43       | Большетумановский сельсовет                                  |
| 83  | Селёма                           | село                  | ↘372      | Балахонихинский сельсовет                                    |
| 84  | Селякино                         | село                  | ↘42       | Балахонихинский сельсовет                                    |
| 85  | Семёново                         | село                  | ↘484      | Слизневский сельсовет                                        |
| 86  | Скорятино                        | село                  | ↘68       | Слизневский сельсовет                                        |
| 87  | Слезавка                         | посёлок ж.д. станции  | ↘32       | Абрамовский сельсовет                                        |
| 88  | Слизнево                         | село                  | ↘481      | Слизневский сельсовет                                        |
| 89  | Соловейка                        | посёлок               | ↘28       | Абрамовский сельсовет                                        |
| 90  | Старая Пустынь                   | посёлок               | ↘35       | Чернухинский сельсовет                                       |
| 91  | Степаново                        | село                  | ↘140      | Слизневский сельсовет                                        |
| 92  | Судеб                            | деревня               | ↘28       | Чернухинский сельсовет                                       |
| 93  | Тамаевка                         | деревня               | ↗6        | Шатовский сельсовет                                          |
| 94  | Трактовый                        | посёлок ж.д. разъезда | ↘8        | Кирилловский сельсовет                                       |
| 95  | Троицкий Скит                    | посёлок               | 47        | Шатовский сельсовет                                          |
| 96  | Успенское 1-е                    | деревня               | ↘202      | Кирилловский сельсовет                                       |
| 97  | Успенское 2-е                    | деревня               | ↘18       | Кирилловский сельсовет                                       |
| 98  | Хватовка                         | село                  | ↘802      | Абрамовский сельсовет                                        |
| 99  | Черемас                          | посёлок               | ↘11       | Чернухинский сельсовет                                       |
| 100 | Чернуха                          | село                  | ↘3364     | Чернухинский сельсовет                                       |
| 101 | Четвертаково                     | село                  | ↘68       | Слизневский сельсовет                                        |
| 102 | Чуварлейка                       | деревня               | ↗54       | Берёзовский сельсовет                                        |
| 103 | Шатовка                          | село                  | ↘1774     | Шатовский сельсовет                                          |
| 104 | Шерстино                         | деревня               | ↘28       | Берёзовский сельсовет                                        |
| 105 | Шерстино                         | село                  | ↘438      | Большетумановский сельсовет                                  |

## Экономика

### Промышленность
| № п/п | Наименование                               | Адрес                    | Продукт |
| ----- | ------------------------------------------ | ------------------------ | --- |
| 1.    | ОАО Арзамас-спирт                          | п. Ломовка               | Спирт, углекислота |
| 2.    | ООО «Пешеланский гипсовый завод „Декор-1“» | п. Пешелань              | Гипс и изделия из него |
| 3.    | ГП Ветсан-утильзавод                       | с. Рождественский Майдан | Мясокостная мука |
| 4.    | ПК "ПТК «Кислород»                         | г. Арзамас-3             | Производство кислорода |
| 5.    | ООО «АрзамасАгроПромЭнерго»                | п. Сельхозтехника        | Ремонт электродвигателей, производство и ремонт сельскохозяйственного оборудования, ремонт коммунальной техники, запчасти |
| 6.    | ОАО «Русь-С»                               | пгт. Выездное            | Розлив винопродуктов |
| 7.    | ЗАО «Арзамасская сельхозтехника»           | п. Сельхозтехника        | Ремонт сельхозтехники |
| 8.    | ОАО «Чернухинский ремонтник»               | с. Чернуха               | Комплектация доильных аппаратов, ремонт холодильных установок                                                             |
| 9.    | ГП «Арзамасский лесхоз»                    | г. Арзамас               | Охрана и воспроизводство лесов                                                                                            |
| 10.   | Филиал ФГУП "НПП «Исток»                   | с. Чернуха               | Механообработка |
| 11.   | ЗАО «Нерма»                                | г. Арзамас               | Добыча песка, щебня |
| 12.   | ЗАО «Арзамас-пищеконцентрат»               | пгт. Выездное            | Кисель брикетированный, супы, чипсы, кукурузные палочки и др.                                                             |
| 13.   | ЗАО "Мебельная фабрика «Пошатово»          | п. Пошатово              | Столярные изделия, мебель                                                                                                 |
| 14.   | ООО «Бемоз»                                | п. Березовка             | Молочная продукция |
| 15.   | Stora Enso Oyj                             | п. Пешелань              | Картонная упаковка |
| 16.   | ООО «Дельта Трафо»                         | п. Лесогорск             | Трансформаторное оборудование: проектирование, производство, модернизация, ремонт                                         |

### Сельское хозяйство
| № п/п | Название предприятий           | Основное направление       |
| ----- | ------------------------------ | -------------------------- |
| 1     | ООО «Шатовка»                  | Зерно, молоко, овощи, мясо |
| 2     | Колхоз им. Чкалова             | Зерно, молоко, овощи       |
| 3     | Колхоз им. Кирова              | Зерно, овощи, картофель    |
| 4     | СПК «Ломовский»                | Зерно, молоко              |
| 5     | Сельскохозяйственный колледж   | Зерно, молоко, картофель   |
| 6     | Колхоз «Заря»                  | Зерно, молоко, картофель   |
| 7     | КТ «Надежда»                   | Зерно, картофель, молоко   |
| 8     | ООО «Успенское»                | Зерно, молоко              |
| 9     | Колхоз «Память Ильича»         | Зерно, молоко              |
| 10    | ОАО «Красносельское»           | Зерно, картофель           |
| 11    | АКХ «Красный пахарь»           | Зерно, молоко, картофель   |
| 12    | Агрофирма «Номас»              | Зерно, картофель           |
| 13    | Учхоз «Тумановский»            | Зерно, молоко, картофель   |
| 14    | ОАО «Новоселковское»           | Зерно, молоко, картофель   |
| 15    | ОАО «Рассвет»                  | Зерно, молоко, овощи       |
| 16    | ОО «Чернуха»                   | Зерно, молоко              |
| 17    | СПК «Мотовилово»               | Зерно, молоко              |
| 18    | Колхоз «Дружба»                | Зерно, молоко              |
| 19    | СПК «Наумовский»               | Зерно, молоко, картофель   |
| 20    | ООО «Абрамово»                 | Зерно, молоко              |
| 21    | КТ «Гаврилова и К»             | Зерно, молоко, мясо, овощи |
| 22    | ТНВ «Приозерье, Кузьминов и К» | Зерно, молоко, овощи       |
| 23    | ТНВ «Гришин и К»               | Зерно, молоко              |

### Природные ресурсы

#### Земельные ресурсы
Основные почвы района — серые лесные и дерново-подзолистые в северной, лесистой части и оподзоленные чернозёмные в южной части. Состав почв: суглинистые 44 %, чернозёмные — 46 %, песчаные — 10 %. В районе широко развито производство зерна, овощей, картофеля. Производится значительное количество животноводческой продукции — мяса, молока.
| Структура земельного фонда | Структура земельного фонда | Структура земельного фонда | Структура земельного фонда |
| №/п                        | Наименование земель        | Всего, га                  | В % к общей площадки       |
| -------------------------- | -------------------------- | -------------------------- | -------------------------- |
| 1                          | Пашня                      | 85887                      | 42,6                       |
| 2                          | Залежи                     | 76                         | 0,037                      |
| 3                          | Многолетние насаждения     | 994                        | 0,5                        |
| 4                          | Сенокосы                   | 4098                       | 2,0                        |
| 5                          | Леса                       | 76316                      | 37,8                       |
| 6                          | Пастбища                   | 24287                      | 12,0                       |
| 7                          | Прочие                     | 10032                      | 5,0                        |
|                            | ВСЕГО:                     | 201690                     |                            |

#### Минеральные ресурсы
Район располагает богатой сырьевой базой. Имеются известняк, песок, щебень, торф, глина, бутовый камень, древесина, месторождение гипсового камня. Пешеланский гипсовый завод «Декор-1» является одним из крупнейших производителей строительного гипса в стране. Разработка открытых пластов песка и щебня осуществляется ЗАО «Нерма». Потребность в песке и щебне Арзамасского района и всех близлежащих районов удовлетворяется полностью на строительные цели за счёт этих разработок.

#### Лесные ресурсы
Арзамасский район находится в подзоне елово-широколиственных (смешанных) лесов. Общая площадь лесных земель района составляет 74 400 гектар, в том числе леса 1 группы — 42 000 гектар, леса 2-й группы — 26 400 гектар. Общий запас древесины равен 11 100 000 м³ в том числе хвойные породы 5 200 000 м³, запас спелых пород составляет 2500 м³. Площадь насаждений, нуждающихся в рубках ухода и санитарных рубках, равна 14 309 гектар. Ежегодный размер пользования от всех рубок леса составляет 35 200 м³.

#### Водные ресурсы

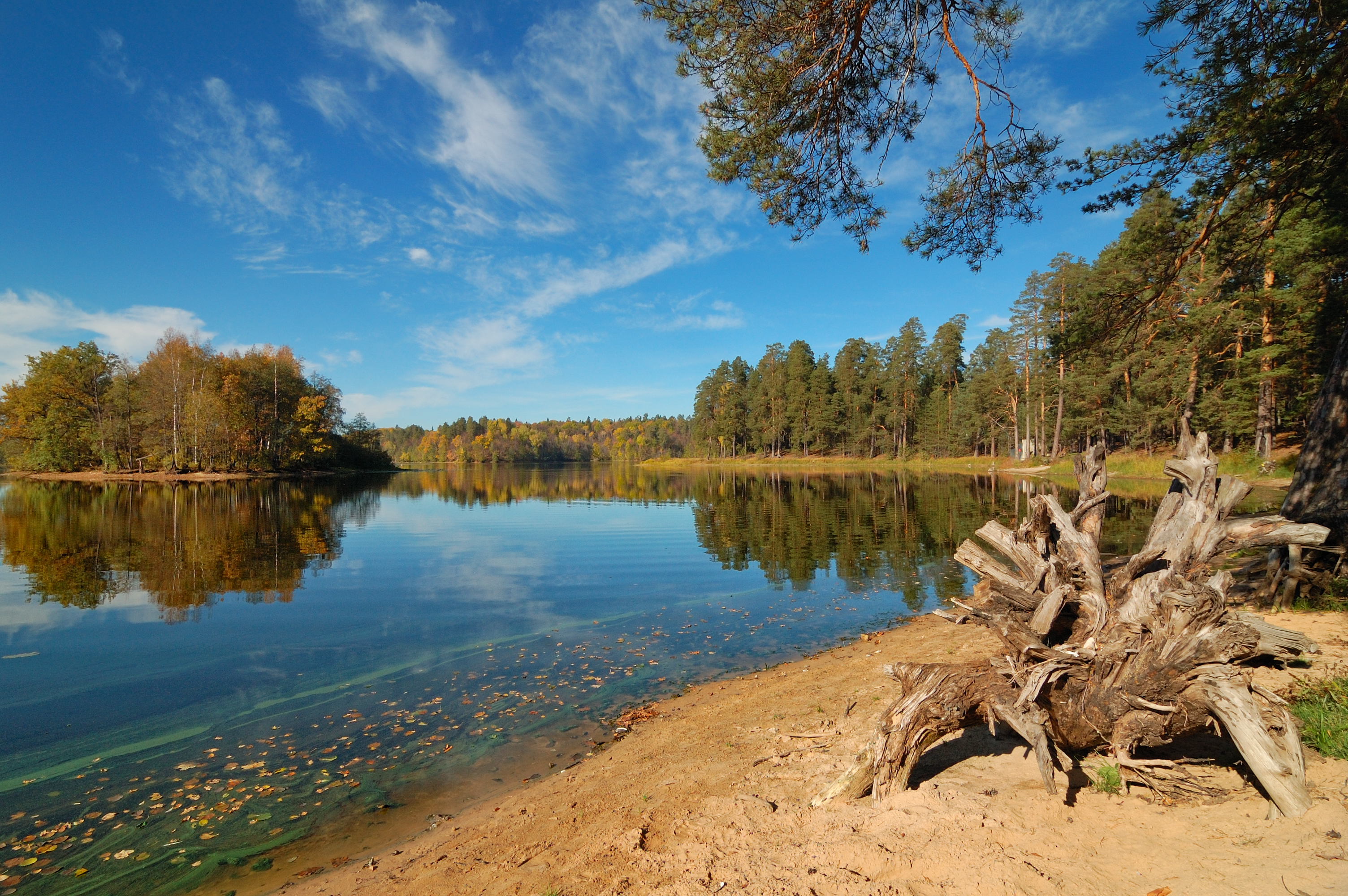
Пустынские озёра

По территории района протекает множество ручьёв и речек. Наиболее значительные реки района — Тёша и её правый приток Серёжа. У Тёши необычно широкая для малой реки пойма, достигающая в поперечнике до 3-4 километров. Здесь находятся основные сенокосные и пастбищные угодья района, а также залежи торфа, используемого как удобрение.
В районе имеются несколько крупных озёр: Пустынские, Тумановское, Пиявочное.
Пустынские озёра являются памятниками природы, они входят в состав одноимённого заказника. Озера служат также источником питьевой воды для города Арзамаса. В этом же месте расположены ландшафтные памятники природы — болота Козье и Мостовое.

### Транспорт

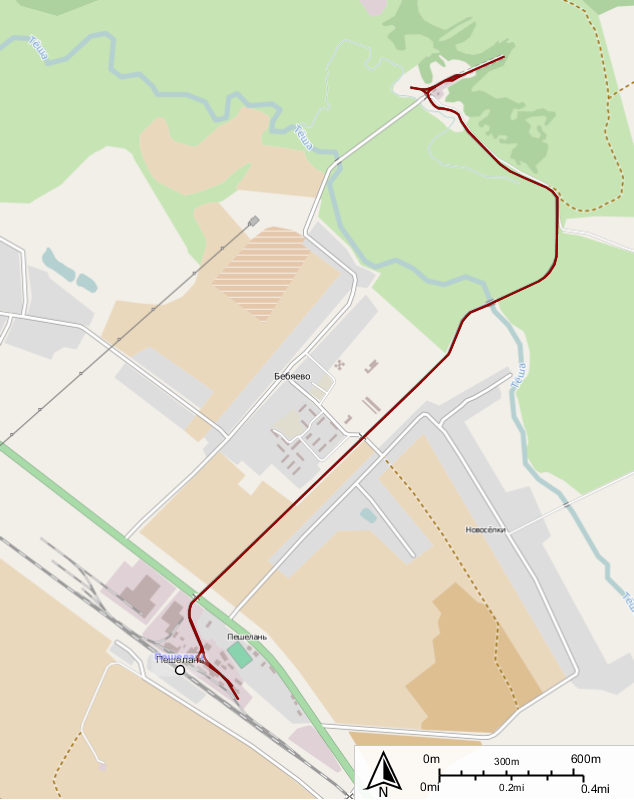
Карта узкоколейки завода «Декор-1»

На территории района расположены две магистральных железнодорожных линии: с запада на восток Москва — Казань — Екатеринбург и с севера на юг Нижний Новгород — Рузаевка — Пенза. На них в пределах района расположены станции: Пешелань, Балахониха, Соловейка, Серёжа. Магистраль Москва — Екатеринбург — это наименее протяжённый (около 1700 км от Москвы до Екатеринбурга) и наиболее быстрый путь из центральных районов России на Урал, в Сибирь и на Дальний Восток. Железная дорога двухпутная, электрифицирована по системе переменного тока (25 кВ, 50 Гц). Рокадная магистраль Нижний Новгород — Пенза соединяет Северный ход Горьковской железной дороги, её Южный ход (магистраль Москва — Казань) с главными направлениями Куйбышевской железной дороги Москва — Самара — Уфа — Челябинск, Пенза — Самара. Магистраль в пределах района однопутная с двухпутными вставками, севернее Арзамаса движение на электровозной тяге (25 кВ, 50 Гц), южнее — на тепловозной. Существует проект электрификации линии до станции Красный Узел (в настоящее время проект приостановлен). На данных железнодорожных линиях развито пригородное пассажирское сообщение электропоездами до Нижнего Новгорода, Мурома, восточных и южных частей Нижегородской области. Также в районе имеется узкоколейная ветка на Пешеланском гипсовом заводе «Декор-1», которая используется в качестве технологической.
В Арзамасском районе имеется 363,05 километров территориальных автодорог общего пользования с твёрдым покрытием, которые находятся в государственной собственности и числятся на балансе ГУ «Главное управление дорожного и транспортного хозяйства Нижегородской области».
Из общего объёма автодорог:
— межобластного значения — 24,96 километров;
— областного значения — 36,80 километров;
— районного значения — 301,29 километров, в том числе с автобусным движением — 219,46 километров; без автобусного движения — 81,83 километров.
Через район проходят автомобильные дороги Р158 Нижний Новгород — Саранск и Р72 Арзамас — Владимир. Кроме того, он напрямую связан с Москвой через Ардатов, Выксу, Муром, Касимов.

## Культура, образование и религия
В районе действуют 2 скита, 1 поселение, 20 церквей.

### Образовательные учреждения
| № п/п                      | Наименование учреждения                     | Местонахождение          |
| -------------------------- | ------------------------------------------- | ------------------------ |
| Средние школы              |                                             |                          |
| 1                          | Абрамовская                                 | село Абрамово            |
| 2                          | Балахонихинская школа-детский сад           | село Балахониха          |
| 3                          | Берёзовская                                 | посёлок Берёзовка        |
| 4                          | Новосёлковская                              | деревня Бебяево          |
| 5                          | Большетумановская школа-детский сад         | село Большое Туманово    |
| 6                          | Водоватовская                               | село Водоватово          |
| 7                          | Выездновская                                | рабочий посёлок Выездное |
| 8                          | Казаковская школа-детский сад               | село Казаково            |
| 9                          | Коваксинская школа-детский сад              | село Ковакса             |
| 10                         | Красносельская школа                        | село Красное             |
| 11                         | Ломовская школа-детский сад                 | село Ломовка             |
| 12                         | Мотовиловская школа-детский сад             | село Мотовилово          |
| 13                         | Наумовская школа-детский сад                | село Наумовка            |
| 14                         | Никольская школа-детский сад                | село Никольское          |
| 15                         | Ново-Усадская школа-детский сад             | село Новый Усад          |
| 16                         | Пошатовский детский дом — школа-детский сад | село Пошатово            |
| 17                         | Пустынская школа-детский сад                | Старая Пустынь           |
| 18                         | Сельхозтехническая                          | посёлок Сельхозтехника   |
| 19                         | Слизневская школа-детский сад               | село Слизнево            |
| 20                         | Успенская школа-детский сад                 | село Успенское           |
| 21                         | Хватовская школа-детский сад                | село Хватовка            |
| 22                         | Чернухинская школа-детский сад              | село Чернуха             |
| 23                         | Шатовская                                   | село Шатовка             |
| Неполные средние           |                                             |                          |
| 1                          | Васильев-Вражская школа-детский сад         | село Васильев Враг       |
| 2                          | Ветошкинская школа-детский сад              | село Ветошкино           |
| 3                          | Волчихинская                                | село Волчиха             |
| 4                          | Каменская школа-детский сад                 | село Каменка             |
| 5                          | Кичанзинская школа-детский сад              | село Кичанзино           |
| 6                          | Костылихинская                              | село Костылиха           |
| 7                          | Котихинская                                 | село Котиха              |
| 8                          | Морозовская                                 | село Морозовка           |
| 9                          | Протопоповская школа-детский сад            | село Протопоповка        |
| 10                         | Семёновская школа-детский сад               | село Семёново            |
| 11                         | Шерстинская школа-детский сад               | село Шерстино            |
| Детские сады               |                                             |                          |
| 1                          | Абрамовский                                 | село Абрамово            |
| 2                          | Берёзовский                                 | посёлок Берёзовка        |
| 3                          | Бебяевский                                  | деревня Бебяево          |
| 4                          | Водоватовский                               | село Водоватово          |
| 5                          | Выездное № 6                                | рабочий посёлок Выездное |
| 6                          | Выездное № 34                               | рабочий посёлок Выездное |
| 7                          | «Сказка»                                    | село Красное             |
| 8                          | Чернуха № 16                                | село Чернуха             |
| 9                          | Чернуха № 23                                | село Чернуха             |
| 10                         | Шатовский                                   | село Шатовка             |
| Музыкальные школы          |                                             |                          |
| 1                          | Детская музыкальная школа                   | село Красное             |
| Дома искусств              |                                             |                          |
| 1                          | Березовская детская школа искусств          | посёлок Берёзовка        |
| Дополнительное образование |                                             |                          |
| 1                          | Дом детского творчества                     | Выездное                 |

### Памятники архитектуры и исторические памятники, музеи, кинотеатры, библиотеки
В районе действуют 49 учреждений культуры (клубы, ДК), 38 библиотек, 2 детских школы искусств, народный музей природы (село Чернуха). Обеспеченность населения на 10000 человек библиотеками — 8, клубами — 10, киноустановками — 4.

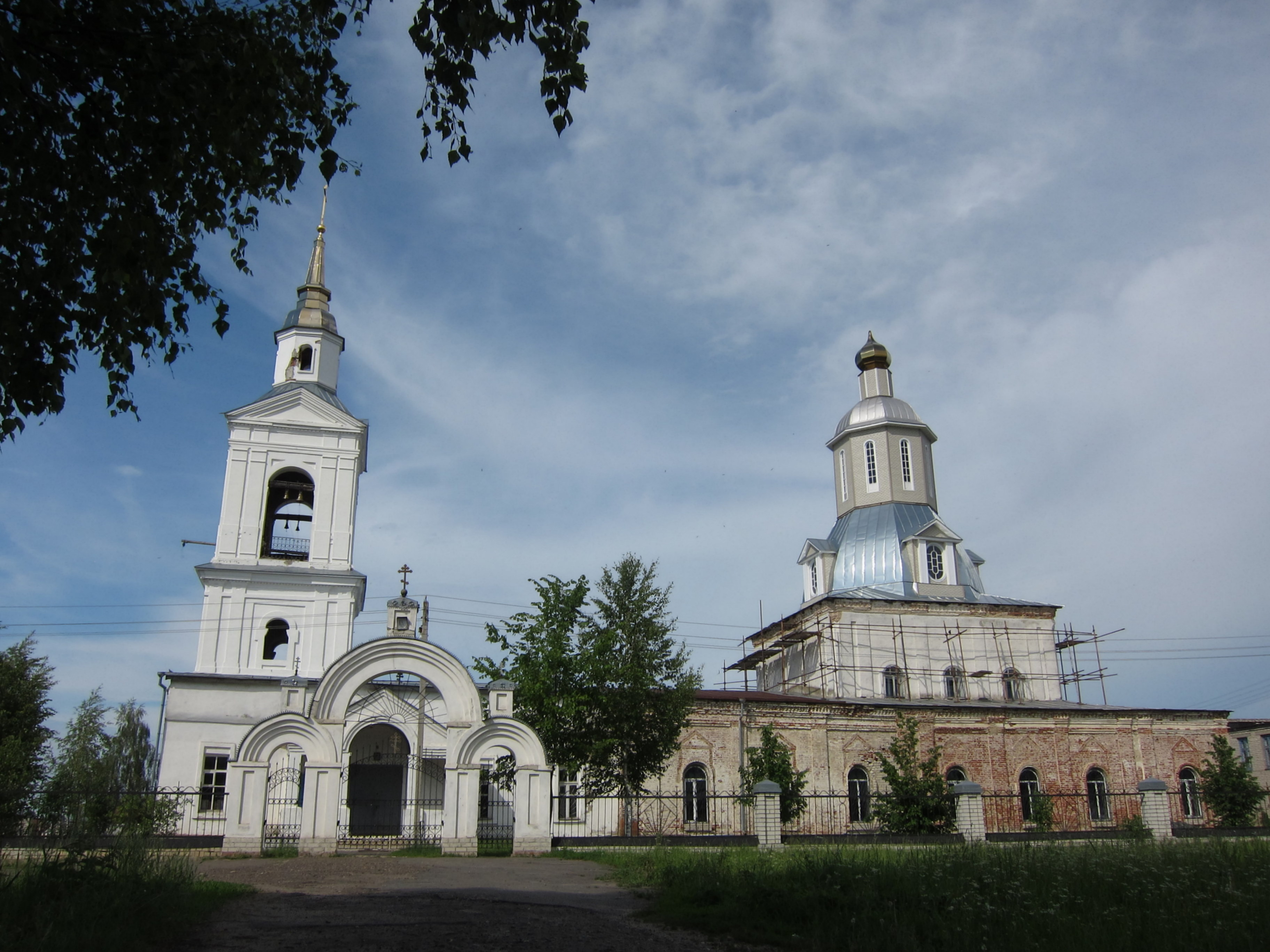
Церковь Рождества Христова в с. Красное

В честь победы над Наполеоном в Выездном была воздвигнута церковь во имя Смоленской иконы Божией Матери, которая является памятником архитектуры федерального значения. В селе Костылиха находится памятник истории и культуры федерального значения Воскресенская церковь, построенная в 1652 году из дерева. На территории района имеются следующие памятники истории и культуры местного значения:
- В селе Веригино Покровская церковь, построенная в 1821 году;
- В селе Селякино Троицкая церковь, построенная в 1838 году;
- В селе Кичанзино Покровская церковь, построенная в 1790 году;
- В селе Вторусское Троицкая церковь, построенная в 1862 году;
- В селе Селёма Троицкая церковь, построенная в 1833 году;
- В селе Виняево находится Покровская и Успенская церковь, построенные соответственно в 1821 году и в 1813 году;
- В селе Степаново Вознесенская церковь, построенная 1815 году;
- На территории Пустынского сельсовета находится Пустынский заказник, в который входят памятники природы — система Пустынских озёр, а также ландшафтные памятники природы — болота Козье и Мостовое.

## Лечебные учреждения
Больницы, санатории, лечебные учреждения
На территории района находятся 23 фельдшерских пунктов, 17 фельдшерских акушерских пунктов, 6 амбулаторий, 2 участковых больницы (Абрамовская и Чернухинская), Арзамасская районная больница в рабочем посёлке Выездном, 2 санатория («Серёженский» и «Старая пустынь»), профилакторий «Морозовский» , 1 детский санаторий «Золотой колос». В районе функционирует два туберкулёзных санатория «Старая Пустынь» и «Чернухинский». В отрасли здравоохранения района работают 37 врачей разных специальностей, среднего медперсонала — 268 человек, младшего — 110. Всего трудятся в здравоохранении — 531 человек. Обеспеченность на 10000 человек койко-местами 56,5, врачами 8,0, средним медицинским персоналом — 58,6.

## Известные люди, связанные с Арзамасским районом
- Алёна Арзамасская (? — декабрь 1670) — родилась в Выездной слободе Арзамасского уезда, соратница Степана Разина, одна из вождей крестьянского восстания XVII века.
- Иеромонах Исаакий (в миру Иоанн Фёдоров) (1671 — 4.07.1737) — сын дьяка села Красного Арзамасского уезда, основатель Саровской пустыни.[30]
- Лазаревы — дворянский род из Арзамасского уезда, предки первооткрывателя Антарктиды Михаила Петровича Лазарева.
- Ступин Александр Васильевич (13.02.1776 — 31.07.1861) — родился в Арзамасе, русский живописец-педагог, организатор и руководитель арзамасской школы живописи (1802—1861) — первой провинциальной школы в России, в которой обучались и крепостные.
- Коринфский Михаил Петрович (1788 — 22.06.1851) — родился в Арзамасе, русский архитектор.
- Жукова Мария Семёновна (1804 — 14.04.1855) — родилась в Арзамасе, русская писательница.
- Вахтеров Василий Порфирьевич (13.01.1853 — 3.04.1924) — родился в Арзамасе. Известный российский педагог, ученый, методист начальной школы, деятель народного образования.
- Сахаров Иван Николаевич (9.10.1860 — 5.12.1918) — родился в Выездной слободе в семье священника — настоятеля Смоленского собора, почётного гражданина Нижнего Новгорода. Русский юрист, политический и общественный деятель. В 1895 году создал бесплатную библиотеку (ныне Центральная районная библиотека имени И. Н. Сахарова). Отец Дмитрия Ивановича Сахарова, дед создателя водородной бомбы Андрея Дмитриевича Сахарова.
- Патриарх Сергий (Страгородский Иван Николаевич) (11.01.1867 — 15.05.1944) — родился в Арзамасе, богослов, епископ РПЦ, 12-й Патриарх Московский и всея Руси (1943—1944).
- Максим Горький (28.03.1868 — 18.06.1936) — отбывал в Арзамасе ссылку с мая по сентябрь 1902 года.
- Митрополит Палладий (Павел Иванович Раев) (20.06.1827 — 5.12.1898) — родился в селе Пешелань Арзамасского уезда, митрополит Санкт-Петербургский и Ладожский (1892—1898), в 1896 году совершил священное коронование на царство Николая II.
- Ваганов Иван Семенович (12.10.1894 — 16.12.1978) — родился в селе Протопоповка Арзамасского уезда, полковник, Герой Советского Союза.
- Осин Николай Архипович (1902 — 3.10.1944) — родился в селе Понетаевка Арзамасского уезда. В 1928 году Осин вступил в партию. В 1938 году был участником сельскохозяйственной выставки. Работал участковым зоотехником. В начале войны ушёл добровольцем на фронт. В боях под селом Судилков в Западной Украине расчёт пушки, где Осин был наводчиком, отбил 3 танковые атаки немцев. Во время 3-й атаки на позицию двигались 23 танка. Осин вёл огонь до тех пор, пока орудие не было разбито прямым попадание. Он был ранен, после приказа об отходе, обливаясь кровью, Осин вытащил боёк, снял панораму орудия и только тогда покинул поле боя. 20 сентября 1944 года Осину Николаю Архиповичу было присвоено звание Героя Советского Союза. После лечения в госпитале, он участвовал в освобождении Польши. Под Краковом 3 октября 1944 года Николай Архипович был смертельно ранен. В селе Понетаевка Шатковского района установлен бюст героя, его имя носит школа.
- Гайдар Аркадий Петрович (22.01.1904 — 26.10.1941) — русский писатель, провёл в Арзамасе детство (1912 — декабрь 1918), находился на побывке и болел тифом (1919 — март 1920).
- Сазонов Михаил Петрович (20.07.1911 — 15.03.1983) — родился в селе Ездаково Арзамасского уезда, Герой Советского Союза.
- Обухов Александр Васильевич (3.12.1911 — 26.01.1959) — родился в деревне Тамаевка Арзамасского уезда, Герой Советского Союза.
- Новиков Виктор Алексеевич (1913—1941) — родился в Нижнем Новгороде, вскоре семья переехала в Арзамас, где Виктор окончил семилетку, а после окончания школы работал электромонтёром. В 1935 году Арзамасским военкоматом призван в ряды Красной Армии. В июне 1937 г. механик-водитель танка БТ- 5 Виктор Новиков отправился в Испанию добровольцем. В бою под Сарагосой его танк был подожжён снарядом. Два члена экипажа покинули машину. Новиков на горящем танке продолжал бой. Указом Президиума Верховного Совета СССР от 7 марта 1938 года Виктору Алексеевичу Новикову было присвоено звание Героя Советского Союза. В 1941 году В. А. Новиков окончил Военную академию бронетанковых войск и был назначен начальником штаба танкового полка. С этим полком капитан Новиков с первых дней Великой Отечественной войны участвовал в боях. В октябре 1941 года под Могилёвым Виктор Алексеевич Новиков погиб.
- Африкантов Игорь Иванович (21.10.1916 — 19.07.1969) — родился в селе Пушкарка Арзамасского уезда, выдающийся советский конструктор и организатор работ по созданию ядерных реакторов и оборудования для атомной промышленности, гражданского и военно-морского флота, доктор технических наук, Герой Социалистического Труда, лауреат Ленинской и Сталинской премий, основатель, начальник и главный конструктор (с 1951 года) нижегородского Опытного конструкторского бюро машиностроения (ОКБМ).
- Старчиков Николай Алексеевич (19.11.1917 — 2.11.1984) — родился в селе Мигино Сергачского уезда. С 1949 года, находясь в отставке, жил в Арзамасе. Несколько лет работал начальником Арзамасского аэропорта, до его закрытия. Герой Советского Союза.
- Куликов Алексей Александрович (1917 — 22.9.1943) — родился в селе Выездное Арзамасского уезда. Рано лишился отца. Окончил четыре класса. Работал на войлочной фабрике, на ликеро-водочном заводе. В 1939 году призван в ряды Красной Армии. 14 июля 1943 года полк, в котором ефрейтор Куликов был заместителем командира отделения роты противотанковых ружей, вступил в бой. Участвовал в освобождении Болхова и других населённых пунктов Орловщины. Из своего ПТР Куликов уничтожил противотанковую пушку и два вражеских пулемета. Освобождал город Духовщина и десятки сл и деревень Смоленщины. В бою за высоту у села Сыр-Липки Смоленской области в критический момент своим телом закрыл амбразуру дзота противника. Указом Президиума Верховного Совета СССР от 4 июля 1944 года Алексею Александровичу Куликову было посмертно присвоено звание Героя Советского Союза. Похоронен в районном центре Каспля Смоленской области. Его именем названы улица в Арзамасе и площадь в Выездном.
- Филиппов Александр Васильевич (10.01.1918 — 18.10.1975) — родился в селе Хохлово Арзамасского уезда, Герой Советского Союза.
- Захаров Алексей Иванович (29.03.1920 — 11.12.2000) — родился в селе Слизнево Арзамасского, Герой Советского Союза.
- Мочалов Владимир Николаевич (23.01.1921 — 17.07.1971) — родился в Арзамасе, Герой Советского Союза.
- Захаров Геннадий Михайлович (25.10.1922 — 26.01.1969) — родился в селе Селёма Арзамасского, Герой Советского Союза.
- Фадин Александр Михайлович (10.10.1924 — 10.11.2011) — родился в селе Князёвка Арзамасского уезда, гвардии полковник, Герой Российской Федерации.
- Барынин Валерий Николаевич (25.03.1940 — 16.01.2016) — родился в Арзамасе, советский и российский артист, певец, поэт, композитор, художник, Народный артист России.
- Теличкина Валентина Ивановна (10.01.1945) — родилась в селе Красное Арзамасского района, заслуженная артистка РСФСР (1976). Лауреат Государственной премии РСФСР им. братьев Васильевых (1985 — за участие в фильме «Васса»), Лауреат премии Ленинского комсомола (1976).
- Демиденко Светлана Геннадьевна (16.02.1976) — родилась в Арзамасе, Чемпионка Мира (2002) и Чемпионка Европы (2001, 2002) по горному бегу.